# 哈尔滨学院
哈尔滨学院是位于中华人民共和国黑龙江省哈尔滨市的一所全日制本科公办大学。

## 历史沿革
2000年，中华人民共和国同意整合哈尔滨师范专科学校、哈尔滨大学（专科）、哈尔滨市教育学院、哈尔滨成人教育学院、哈尔滨师范学校合并，组建成本科层次的哈尔滨学院。